# Znak (računalništvo)
Znak je v računalništvu enota informacije, ki predstavlja črko, številko ali simbol. Običajno znak zaseda en bajt prostora, razen pri na primer, Unicode sistemu, kjer so znaki zapisani z več kot enim bajtom.